# L'Expérience finale
L'Expérience finale est le 4e épisode de la troisième saison de la deuxième série de la série télévisée britannique Doctor Who. Il constitue une histoire en deux parties avec le 5e épisode. Son titre sur l'édition DVD française est Des Daleks à Manhattan.

## Synopsis
Dans le New York des années 1930, en pleine dépression, des gens disparaissent dans les rues. De sauvages hommes-cochons se cachent dans les égouts et au sommet de l'Empire State Building les plus vieux ennemis du Docteur préparent leur plan le plus audacieux.

## Distribution
- David Tennant : (VF : David Manet) Le Docteur
- Freema Agyeman : (VF :Mélanie Dermont) Martha Jones
- Miranda Raison : Tallulah
- Ryan Carnes : (VF : Marc Weiss) Laszlo
- Hugh Quarshie : Solomon
- Andrew Garfield : Frank
- Eric Loren : (VF : Philippe Résimont) M. Diagoras/" Dalek Sec
- Flik Swan : Myrna
- Alexis Caley : Lois
- Earl Perkins : Homme #1
- Peter Brooke : Homme #2
- Ian Porter : Contremaître
- Joe Montana : Ouvrier #1
- Stewart Alexander : Ouvrier #2
- Mel Taylor : Docker
- Nicholas Briggs : Voix Dalek
- Paul Kasey : Cochon héros

## Continuité
- Lorsque Tallulah demande à Martha si elle est déjà montée sur scène, elle répond « au théâtre, avec Shakespeare » (Peines d'amour gagnées).
- Lors de l'apparition d'un Dalek, le Docteur dit « They always survive, while I lose everything. » (« Ils survivent toujours, alors que je perds tout. ») faisant référence à la Guerre du Temps et à la disparition de Rose après Adieu Rose.
- Les Daleks membres du culte de Skaro, (Daleks Caan, Jast, Sec et Thay) sont ceux que l'on voit au début de Adieu Rose.
- La planète Skaro a été détruite par le Septième Docteur dans l'épisode « Remembrance of the Daleks » (1988).
- On voyait déjà le Docteur et les Daleks sur l'Empire State Building dans l'épisode de 1965 « The Chase ».
- L'armure des Daleks, faite en « Dalekanium » est déjà citée dans « The Dalek Invasion of Earth », « À la croisée des chemins » et dans « Adieu Rose ».